# Salsola araneosa
Salsola araneosa är en amarantväxtart som beskrevs av Viktor Petrovitj Botjantsev. Salsola araneosa ingår i släktet sodaörter, och familjen amarantväxter. Inga underarter finns listade i Catalogue of Life.